# 威廉·安德森 (政治学家)
威廉·安德森（1888年10月25日—1975年5月）是一位美国政治学家，毕业于明尼苏达大学和哈佛大学，后进入明尼苏达大学任教，1941—1942年任美國政治學會主席。